# Brooklet, Georgia
Brooklet är en ort i Bulloch County i delstaten Georgia, USA.